# Unione Sportiva Poggibonsi 2008-2009
Questa pagina raccoglie le informazioni riguardanti l'Unione Sportiva Poggibonsi nelle competizioni ufficiali della stagione 2008-2009.

## Rosa
| N. |                   | Ruolo | Calciatore         |  |
| -- | ----------------- | ----- | ------------------ |  |
|    | Italia (bandiera) | A     | Gianluca Berretti  |  |
|    | Italia (bandiera) | A     | Alessio Bifini     |  |
|    | Italia (bandiera) | A     | Andrea Cardini     |  |
|    | Italia (bandiera) | C     | Fabio Dall'Ara     |  |
|    | Italia (bandiera) | C     | Diego Di Chiara    |  |
|    | Italia (bandiera) | A     | Marco Di Crescenzo |  |
|    | Italia (bandiera) | A     | Tiziano Di Nunzio  |  |
|    | Serbia (bandiera) | D     | Miloš Dobrijević   |  |
|    | Italia (bandiera) | C     | Fabio Esposito     |  |
|    | Italia (bandiera) | A     | Nicola Faralli     |  |
|    | Italia (bandiera) | D     | Marco Francini     |  |
|    | Italia (bandiera) | P     | Ugo Gabrieli       |  |
|    | Italia (bandiera) | A     | Luigi Guerrera     |  |

| N. |                   | Ruolo | Calciatore          |
| -- | ----------------- | ----- | ------------------- |
|    | Italia (bandiera) | D     | Francesco Cacia     |
|    | Italia (bandiera) | C     | Nicola Mazzotti     |
|    | Italia (bandiera) | A     | Federico Melchiorri |
|    | Italia (bandiera) | D     | Mignani Mignani     |
|    | Italia (bandiera) | C     | Manuel Mugnai       |
|    | Italia (bandiera) | C     | Matteo Nolè         |
|    | Italia (bandiera) | D     | Simone Perico       |
|    | Italia (bandiera) | A     | Gianluca Porricelli |
|    | Italia (bandiera) | A     | Samon Rodriguez     |
|    | Italia (bandiera) | D     | Fabio Rossi         |
|    | Italia (bandiera) | D     | Mirco Sadotti       |
|    | Italia (bandiera) | D     | Samuele Salvadori   |